# 수보로프 (툴라주)
수보로프(러시아어: Суво́ров)는 러시아 툴라주 북서부에 위치한 도시로, 인구는 21,213명(2002년 기준)이다. 툴라(툴라 주의 주도)에서 서쪽으로 90km 정도 떨어진 곳에 위치한다.
15세기부터 16세기까지 수보로바(Суво́рова)라는 마을이 있었고 1954년 시로 승격되었다.